# Kodeks karny

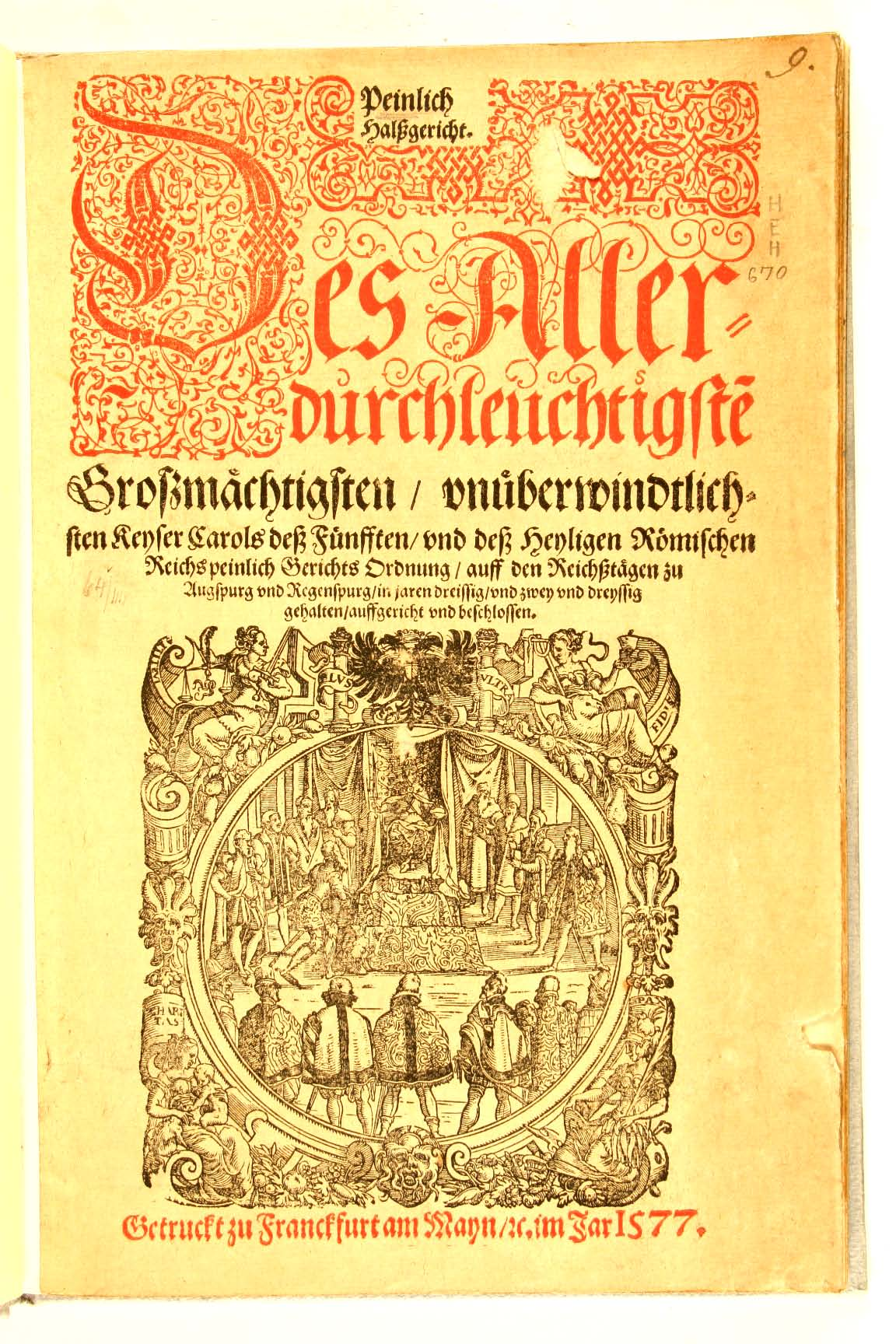
Constitutio Criminalis Carolina. Imprint: Frankfurt. J. Schmidt. Verlegung Sigmund Feyrabends, 1577

Kodeks karny (skrót to k.k., w języku prawniczym przyjął się również kk) – akt normatywny stanowiący zbiór przepisów regulujących odpowiedzialność karną obywateli danego państwa. Określa definicję przestępstwa, zasady odpowiedzialności za przestępstwo (w tym okoliczności wyłączające bezprawność czynu – tzw. kontratypy), zasady wymiaru kary, zasady przedawnienia odpowiedzialności karnej. Ustala także katalog kar, innych środków przymusu oraz środki związane z poddaniem sprawcy próbie (jak warunkowe zawieszenie wykonania kary).
W Europie od XVI wieku istniały rozmaite teksty o podobnym zastosowaniu. Do najbardziej znanych należy m.in. Constitutio Criminalis Carolina z 1532. W XVIII wieku w Polsce pojawił się projekt kodeksu obejmującego prawo karne i cywilne – był to Kodeks Zamoyskiego.

## Kodeksy karne na świecie
Lista obowiązujących kodeksów karnych na świecie:
- Kodeksy karne w Australii (k.k. nie jest ustanawiany przez rząd federalny)
- Kodeks karny (Białoruś)
- Kodeks karny (Brazylia)
- Kodeks karny (Chile)
- Kodeks karny (Czechy)
- Kodeks karny (Dania)
- Kodeks karny (Filipiny)
- Kodeks karny (Finlandia)
- Kodeks karny (Francja)
- Kodeks karny (Islandia)
- Kodeks karny (Indie)
- Kodeks karny (Iran)
- Kodeks karny (Irak)
- Kodeks karny (Japonia)
- Kodeks karny (Kanada)
- Kodeks karny (Makau)
- Kodeks karny (Malta)
- Kodeks karny (Meksyk)
- Kodeks karny (Nepal)
- Kodeks karny (Niemcy)
- Kodeks karny (Pakistan)
- Kodeks karny (Polska)
- Kodeks karny (Rosja)
- Kodeks karny (Rumunia)
- Kodeks karny (Singapur)
- Kodeksy karne w Stanach Zjednoczonych (k.k. nie jest ustanawiany przez rząd federalny)
- Kodeks karny (Ukraina)
- Kodeks karny (Węgry)
- Kodeks karny (Włochy)
- Kodeks karny (Wyspy Dziewicze)

## Kodeksy karne obowiązujące na ziemiach polskich
Kodeksami karnymi (ewentualnie źródłami prawa karnego materialnego) obowiązującymi na ziemiach polskich od końca XVIII wieku do odzyskania przez Polskę niepodległości były:
- Na terenach zaboru austriackiego:
  - Józefina (Kodeks karny Józefa II) – obowiązywał od 1787,
  - Kodeks karny zachodniogalicyjski (w rzeczywistości projekt tzw. Franciscany) – obowiązywał w Zachodniej Galicji od 1796,
  - Franciscana – obowiązywała od 1803 do 1852,
  - Kodeks karny z 1852[1].
- Na terenie zaboru pruskiego:
  - Landrecht pruski część II –  obowiązywał od 1794 do 1851,
  - Kodeks karny pruski z 1851[2] – obowiązywał w latach 1851–1870,
  - Kodeks karny Związku Północnoniemieckiego – obowiązywał od 1870,
  - Kodeks Karny Rzeszy Niemieckiej (StGB)[3][4] – obowiązywał od 1871.
- Na terenie zaboru rosyjskiego:
  - Kodeks karzący Królestwa Polskiego – na terenie Królestwa Polskiego od 1818 do 1847,
  - Kodeks Kar Głównych i Poprawczych – na terenie Królestwa Polskiego od 1847 do 1876,
  - Kodeks karny rosyjski z 1866 – na terenie Królestwa Polskiego od 1876 do 1915,
  - Kodeks Tagancewa z 1903 – wprowadzony w całości w Królestwie Polskim w 1915, obowiązywał do 31 sierpnia 1932.

Po odzyskaniu niepodległości:
- Kodeks Makarewicza z 1932 – obowiązujący od 1 września 1932 w II RP oraz – ze zmianami – do 31 grudnia 1969 w PRL,
- Kodeks karny wojskowy z 1932 – obowiązywał do 1944,
- Kodeks karny Wojska Polskiego z 23 września 1944 – obowiązywał do 1970,
- Mały kodeks karny z 13 czerwca 1946 – obowiązywał od 12 lipca 1944 do 31 grudnia 1969,
- Kodeks karny z 19 kwietnia 1969 – obowiązujący od 1 stycznia 1970 do 31 sierpnia 1998, tzw. kodeks Andrejewa,
- Kodeks karny z 6 czerwca 1997 – obowiązujący od 1 września 1998,
- Kodeks karny skarbowy z 1999 – obowiązujący od 17 października 1999.